# 4Lyn
4Lyn — немецкая ню-метал группа из Гамбурга, образованная в 1995 году под названием Headtrip. С момента образования группа выпустила 6 студийных альбомов.

## История
Группа образовалась в 1995 году под названием Headtrip. В первоначальный состав вошли: Рон Клаусс (вокал, позже сменил фамилию на Каццато), Бьёрн Дюсслер (бас-гитара), Саша Каррилью (ударные), Даниэль Кённекке (ударные), Беньямин Эккербрехт (гитара) и Нильс Твардава (гитара). До этого они играли в разных гаражных группах в различных стилях: от хард-рока до хип-хопа. Первые годы группа записывает демо и ищет лейбл. В конце 1990-х группу покидают Нильс и Даниэль. В 2000 году группа подписывается на немецкий лейбл Motor Music. Тогда они, посчитав, что старое название слишком простое, сменяют его на 4Lyn, что означает «четыре громких молодых никто» (англ. four loud young nobodies).
21 мая 2001 года выходит дебютный одноимённый альбом группы. После этого в группе меняется гитарист: вместо Беньямина Эккербрехта им становится Рене Кнуппер. В поддержку альбома группа отправляется в туры с такими известными группами, как Papa Roach, Therapy?, Dredg, Cosmotron и Thumb. В 2002 году в Дании 4Lyn записывают свой второй альбом под названием Neon, который выходит 9 сентября 2002 года. 
Третий альбом 4Lyn Take It as a Compliment выходит 24 мая 2004 года на лейбле Edel Records. После этого группу приглашают на такие крупные рок-фестивали, как Berlinova, Rock im Park и Rock am Ring. В 2005 году 4Lyn пишут песню «Go, Sea Devils!» для гамбургской команды по американскому футболу «Sea Devils». Четвёртый альбом Compadres выходит 30 декабря 2005 года, а пятый альбом Hello — 25 января 2008 года. Шестой альбом Quasar вышел 15 мая 2012 года.
В марте 2013 года , группа объявила о своём уходе на перерыв, объяснив это желанием посвятить больше времени своим семьям , отдыху и другим музыкальным проектам.

## Состав

### Текущий состав
- Рон «Braz» Каццато (Ron Cazzato) — вокал (c 1995)
- Бьёрн «Deee» Дюсслер (Björn Düßler) — бас-гитара (c 1995)
- Саша «Chino» Каррилью (Sascha Carrilho) — ударные (c 1995)
- Деннис Крюгер (Dennis Krüger) — соло-гитара (c 2008)

### Бывшие участники
- Нильс Твардава (Niels Twardawa) — гитара (1995 - 1998)
- Даниэль Кённекке (Daniel Könnecke) — ударные (1995 - 1999)
- Беньямин «Kane Wikked» Эккебрехт (Benjamin Eckebrecht) — соло-гитара (1995 - 2001)
- Рене «Russo» Кнуппер (René Knupper) — соло-гитара (2001 - 2008)

## Дискография

### Студийные альбомы
| Год  | Альбом                                                                            |
| ---- | --------------------------------------------------------------------------------- |
| 2001 | 4Lyn - Дата релиза: 21 мая 2001 - Лейбл: Motor Music                              |
| 2002 | Neon - Дата релиза: 9 сентября 2002 - Лейбл: Motor Music - Allmusic               |
| 2004 | Take It as a Compliment - Дата релиза: 24 мая 2004 - Лейбл: Edel Music - Allmusic |
| 2005 | Compadres - Дата релиза: 30 декабря 2005 - Лейбл: Edel Music                      |
| 2008 | Hello - Дата релиза: 25 января 2008 - Лейбл: Rodeostar Records - Allmusic         |
| 2012 | Quasar - Дата релиза: 11 мая 2012 - Лейбл: Very Us Records                        |

### Синглы
| Год  | Сингл                       | Альбом                  |
| ---- | --------------------------- | ----------------------- |
| 2001 | «Whooo»                     | 4Lyn                    |
| 2001 | «Bahama Mama»               | 4Lyn                    |
| 2001 | «Lyn»                       | 4Lyn                    |
| 2002 | «Pearls & Beauty»           | Neon                    |
| 2002 | «Husky/Gone»                | Neon                    |
| 2003 | «Hey Ho, Let's Go!»         | Внеальбомный сингл      |
| 2004 | «Kisses of a Strobelight»   | Take It as a Compliment |
| 2004 | «Matilda, Matilda»          | ...Live Compliments     |
| 2005 | «Drrty Rokka»               | Compadres               |
| 2007 | «Go, Sea Devils!»           | Внеальбомный сингл      |
| 2008 | «Nostalgia»                 | Hello                   |
| 2008 | «Hello (For You I'm Dying)» | Hello                   |
| 2012 | «Club Exploitation»         | Quasar                  |

### Видеоальбомы
| Год  | Альбом                                                                                 |
| ---- | -------------------------------------------------------------------------------------- |
| 2004 | Take It as a Compliment/Live Compliments, Tour Edition - Дата релиза: 13 сентября 2004 |
| 2008 | Hello - Дата релиза: 25 января 2008                                                    |
| 2008 | The Good Life Period - Дата релиза: 26 сентября 2008                                   |
| 2008 | Live in Hamburg - Дата релиза: 15 ноября 2008                                          |